# Blood (jogo eletrônico)
Blood (Sangue, em inglês) é um jogo de tiro em primeira pessoa desenvolvido pela Monolith Productions e publicado pela GT Interactive. É considerado um dos jogos mais violentos de 1997[carece de fontes?].
Em 1998, a Monolith lançou a sua sequência, denominada Blood II: The Chosen.

## Enredo
A história se passa em 1928. Caleb é o personagem principal do jogo. Nascido no Texas em 1847, parecia que o destino reservava a ele o gosto pelo sangue. Quando completou cinco anos de idade já estava brincando com armas, e aos dezessete já era considerado um verdadeiro franco atirador.
Em 1871 Caleb ingressa na seita "Cabal", que é uma seita de adoração a um deus chamado Tchernobog (este nome deriva de Chernobog, da mitologia eslava, que é o oposto de Belbog; Tchernobog também significa "Deus das Trevas" em russo) que viveu há milhares de anos. Lá ele conhece Ophelia, onde os dois tem um relacionamento amoroso e por fim se casam. Além de Ophelia, Caleb conhece também o irmão de Ophelia, que se chama Gabriel, e Ishmael (JoJo) na qual se tornam grandes amigos.
Durante um culto o grupo consegue ressuscitar Tchernobog. O que era para ser motivo de alegria para os quatro, em que tiveram sucesso na ressureição do ser ethereal, imediatamente se tornou motivo de horror e pânico. Tchernobog ordena que a "Cabal" inicie uma perseguição contra eles. A casa de Ophelia inicialmente é incendiada por um grupo de cultistas, e misteriosos assassinatos começam a surgir, com isso Caleb começa a questionar Tchernobog a respeito dos incidentes.
Acusando Caleb de traição, Tchernobog então ordena que seus súditos acabem com Caleb e seu grupo. Inicialmente Ophelia é raptada e morta por Cheogh, Rei dos Gárgulas. Em seguida, Gabriel é levado por Shial, a Rainha das Aranhas. Depois Ishmael é queimado e morto por Cerberus e finalmente Caleb é assassinado pelo próprio Tchernobog. A partir de então, Tchernobog e seus comandados da Cabal começam a espalhar o terror pelo planeta devorando almas.
Caleb se recusa a morrer, e anos depois (precisamente em 1928) ele volta à vida no corpo de um homem, o qual já conhecia. Agora que está reencarnado, Caleb inicia a sua caçada a Tchernobog, disposto a se vingar dele e de todos que estiverem no seu caminho.
Primeiro, vai atrás de Cheogh, o rei gárgula que raptou Ophelia. Sua vingança se inicia em um cemitério (E1M1), onde Caleb encontra alguns cultistas e zumbis. Depois de sair do cemitério, invade uma estação de trem (E1M2), onde vários civis são massacrados pelos cultistas, Caleb, alheio a isso, prefere não ajudar os sobreviventes. No expresso 666 (E1M3), Caleb acaba explodindo o trem e indo parar em um parque de diversões (E1M4) e descobrindo uma passagem para um templo da Cabal (E1M5) e outro templo subterrâneo, interligado por dutos aquáticos (E1M6). Depois de muito tempo explorando o templo, Caleb encontra uma passagem para o Altar da Rocha (E1M7), onde encontra Cheogh. Ophelia está sacrificada no altar. Caleb se desespera e invoca Cheogh, que acaba derrotado na batalha. Caleb, inconsolável com a morte de seu amor, crema Ophelia e explode a cabeça de Cheogh com um tiro de escopeta. Agora só faltam dois servos de Tchernobog.
Uma vez com Cheogh morto, Caleb vai buscar o segundo servo de Tchernobog, Shial, a mãe das aranhas.
Primeiro, ele encontra um barco naufragado, repleto de cultistas (E2M1)e vai parar em uma pequena cidade (E2M2), depois de descobrir que os cultistas usavam a região para fazer macabros assassinatos em massa, Caleb procede para um estranho labirinto feito com folhas (E2M3), para um hotel (que foi totalmente baseado no Hotel de O Iluminado (The Shining)) (E2M4) e para uma enorme mansão mal assombrada, repleta de Phatasms e zumbis (E2M5). Uma vez provado que nem os mortos param o desejo de vingança de Caleb, uma região de minas abandonadas é descoberta (E2M6) e Caleb vai parar em uma enorme cadeia de minas (E2M7), logo, chega em um templo com uma estranha porta em formato de aranha e descobre ser a caverna de Shial (E2M8). A batalha é feroz e Caleb acaba derrotando Shial e suas filhas e pisando nela com suas botas, vingando Gabriel. Em uma macabra "homenagem" a seu amigo, Caleb consome o coração, vísceras e o sangue de seu corpo para ganhar poder e força. Agora só falta 1 para encontrar Tchernobog.

## Missões
As fases são macabras. Funerais, cemitérios, restaurantes que servem cabeças de gente como comida, circos (Jo-Jo, o circo mais famoso do município), hotéis, cidades fantasma, labirintos, hotéis no meio da neve, vulcão, trem fantasma, e muitos outros.

## Armas
Uma inovação de Blood é o Secondary Fire, que permite usar um ataque secundário para todas as armas (menos o Life Leech e Napalm Launcher, que só ganharam ataque secundário na expansão "Plasma Pak").
Por exemplo, com o incinerador você pode usar uma bomba incinerante.
- Pitchfork (Forcado, tecla 1): a arma inicial, muito fraco, serve para perfurar (e decapitar, como no caso dos zumbis) seus inimigos.
- Flare Pistol (Pistola Sinalizadora, tecla 2): seus projéteis incineram os inimigos, outros precisam de 2 tiros, 3, 4 ou até 100.
- Sawed-Off Shotgun (Espingarda de Cano Serrado, tecla 3): potente escopeta de 2 canos serrilhados (daí o nome da arma), pode se disparar um cartucho por vez, ou os dois juntos num ataque devastador.
- Tommy Gun (Metralhadora, tecla 4): uma metralhadora Thompson 1928 super-poderosa, com um tambor que armazena até 500 balas.
- Napalm Launcher (Lança-Napalm, tecla 5): lança globos de napalm, a explosão é devastadora. Na expansão Plasma Pak ganhou um modo de fogo secundário, onde dispara um globo maior que se fragmenta em globos menores, gerando uma pequena teia de explosões.
- Explosivos (tecla 6): bombas de dinamite que são lançadas para explodir o alvo. Conforme segura-se a tecla de ataque, pode-se aumentar a distância em que o explosivo é lançado, por meio do tamanho de um medidor vermelho que aparece no instante do arremesso. No modo de fogo primário, a bomba detona imediatamente ao atingir algum alvo ou obstáculo, podendo ser lançada a qualquer distância; no modo de fogo secundário, a bomba é preparada para não explodir na hora, podendo assim ser deixada aos pés do usuário ou atirada longe para detonar em questão de poucos segundos, permitindo criar armadilhas para inimigos desavisados. Existem 3 tipos distintos de explosivos, descritos a seguir:
  - Dynamite Bundle (Feixe de Dinamite): um explosivo tradicional armado por meio de um pavio queimado a fogo. É o tipo mais abundante de explosivo encontrado no jogo. Caso o pavio seja aceso mas a bomba não seja atirada, ela explodirá em poucos segundos nas mãos do jogador, causando-lhe vastos danos ou até morte imediata.
  - Proximity Detonator (Detonador de Proximidade): bomba com um sensor de proximidade verde instalado. Uma vez deixado, ele emite um pequeno som "clic!" para indicar que está armado. Explode se algo ou alguém pisar perto dele, ou se for atingido por outra explosão próxima.
  - Remote Detonator (Detonador de Controle Remoto): bomba com um sensor remoto vermelho instalado. O jogador poderá deixar quantas destas quiser (seja largando-as a seus pés ou lançando-as longe, na mesma forma dos dois outros explosivos descritos acima) e acioná-la(s) a qualquer momento por meio de um controle remoto de alto alcance.
- Spray Can (Lata de Spray Aerosol, tecla 7): um isqueiro com um spray formando um jato de fogo. Pode ser usado como um pequeno lança-chamas improvisado (fogo primário) ou como uma bomba incendiária (fogo secundário).
- Tesla Cannon (Canhão Tesla, tecla 8): provavelmente inspirada no cientista russo Nikola Tesla (vindo daí o nome), esta arma dispara rajadas de energia elétrica letal. Em fogo primário dispara em rápida sucessão 5 feixes elétricos, enquanto seu fogo secundário concentra e dispara num único tiro uma carga elétrica maior que afeta tudo próximo em sua área de alcance, incluindo o jogador. Na expansão Plasma Pak, ganhou a capacidade de também ser duplicada pelo objeto Guns Akimbo.
- Life Leech (Sugador de Vidas, tecla 9): uma arma de magia negra, é um cetro com uma horripilante cabeça humana dissecada encrustada no topo. Consome almas humanas como munição, disparando pequenas bolas de fogo. Em caso de falta de munição, a arma consumirá a saúde de Caleb. Na expansão Plasma Pak ganhou um modo de fogo secundário, onde fica posicionado como uma "torre de tiro" e ataca quaisquer inimigos que cheguem perto - tendo também a desvantagem de poder ser facilmente destruído por alguma explosão acidental ou ataque inimigo, acarretando assim a perda da arma.
- Voodoo Doll (Boneco de Vodu, tecla 0): outra arma de magia negra que permite aniquilar seus inimigos das formas mais obscuras e cruéis possíveis.

## Objetos

### Uso imediato
- Life Essence (Essência Vital): objeto orgânico semelhante a um coração batendo, envolto numa aura vermelha. Restaura 20 pontos de saúde até o limite de 100. Pode aparecer por si mesmo, após matar algum inimigo ou obtido através de destroçamento de cadáveres de civis presentes no cenário.
- Life Seed (Semente Vital): objeto também orgânico, tem a aparência de uma semente que se abre e fecha intermitentemente, adquirindo a aparência de um olho obscuro. Restaura 100 pontos de saúde até o limite máximo de 200.
- Armors (Armaduras): Caleb pode fazer uso de 5 tipos distintos de armaduras de proteção, descritas abaixo:
  - Body Armor (Armadura Corporal): disco prateado com borda externa pintada na cor azul-elétrico e um "X" gigante entalhado em sua fronte. Acrescenta 100 pontos de proteção contra danos físicos (tiros, cortes, pancadas, quedas, perfurações e outros deste mesmo tipo), sinalizada numa barra de cor azul.
  - Fire Armor (Armadura Anti-Fogo): escudo losangular na cor vermelha com um olho vertical amarelo pintado em sua fronte. Acrescenta 100 pontos de proteção contra danos resultantes de fogo (chamas, dinamite e napalm), sinalizada numa barra de cor vermelha.
  - Spirit Armor (Armadura Espiritual): disco aparentemente feito de madeira artesanal pintada nas cores bege e dourado com olhos e boca esculpidos na fronte, dando a aparência de uma sinistra máscara de feitiçaria. Acrescenta 100 pontos de proteção contra ataques espirituais (Sugador de Vidas, Boneca de Vodu, feitiços e similares), sinalizada numa barra de cor verde.
  - Basic Armor (Armadura Básica): tem a forma de um escudo metálico com 2 alças de braço marrons na parte traseira. Acrescenta 50 pontos de proteção a cada uma das 3 armaduras citadas anteriormente.
  - Super Armor (Armadura Superior): um peitoril de armadura vermelho com desenhos dourados entalhados. Acrescenta o máximo de 200 pontos de proteção aos 3 tipos de armadura.
- Invisibility Cloak (Manto de Invisibilidade): um pequeno manto ou robe templário na cor branca semi-transparente. Torna Caleb completamente invisível por 60 segundos. Com este objeto em efeito, os inimigos não podem ver Caleb, mas ainda podem ouvi-lo andando por perto.
- Reflective Shots (Refletor de Ataques): uma esfera cristalina de cor preta com um pequeno raio azul "viajando" em seu interior. Seu efeito dura 60 segundos. Ao ser coletado, cria uma coloração azulada sobre a tela de jogo e reflete danos infligidos de volta aos inimigos, ferindo-os com seus próprios ataques. Este objeto, contudo, não protegerá contra quedas em alturas ou ataques de fogo e explosivos. A coloração azul da tela piscará quando estiver próximo de terminar o efeito do objeto.
- Invulnerability (Máscara Invulnerável): máscara em forma de cabeça de bode (tendo a aparência da mítica figura Baphomet) envolta numa cristalização vermelha. Efeito com duração de 60 segundos. Confere total invulnerabilidade a todo e qualquer tipo de ataque inimigo - mas não protegerá contra quedas de alturas. Por um esquecimento da equipe de programadores do jogo, não foi adicionada uma coloração (que seria vermelha) na tela para sinalizar o efeito deste objeto - com isso, um jogador muitas vezes não perceberá a tempo quando encerrar-se a proteção mágica do artefato.
- Guns Akimbo (Duplicador de Arma): tem a aparência de 2 pequenas espingardas cruzadas entre si. Por um tempo limitado de 45 segundos, este item duplica a arma que Caleb esteja utilizando. Além da vantagem de acabar com os inimigos mais rapidamente, também possui a desvantagem de consumir o dobro da munição por ataque. As armas duplicáveis por este objeto serão Flare Pistol, Sawed-Off Shotgun, Tommy Gun, Napalm Launcher e Tesla Cannon (as duas últimas somente no pacote de expansão Plasma Pak).
- Flare Box (Caixa de Sinalizadores): caixa na cor cinza-escuro com a palavra "FLARES" escrita num rótulo lateral verde. Fornece 8 tiros para a Flare Pistol.
- Box of Shotgun Shells (Caixa de Cápsulas de Espingarda): caixa branca contendo vários cartuchos de pólvora para espingardas. Fornece 15 tiros para a Sawed-Off Shotgun.
  - Shells (Cápsulas de Espingarda): munição "menor" para a Sawed-Off Shotgun, representada por 4 cartuchos na cor vermelha juntos lado-a-lado.
- Bullet Drum (Tambor de Balas): um disco de munição para metralhadoras antigas na cor cinza-grafite. Comporta 100 balas para uso da Tommy Gun.
  - Bullets (Balas): munição "menor" para a Tommy Gun, consiste em 3 balas douradas de metralhadora dispostas lado-a-lado, fornecendo 10 balas para a arma citada.
- Gasoline Can (Lata de Gasolina): galão plástico de combustível na cor vermelho escuro. Recarrega em 50 tiros a arma Napalm Launcher.
- TNT Case (Caixa de TNT): caixa de madeira com a sigla "TNT" impressa em letras vermelhas. Contém 5 bombas de explosivo (somente a dinamite tradicional a pavio).
  - TNT Bundle (Feixe de TNT), Proximity Detonator (Detonador de Proximidade) e Remote Detonator (Detonador de Controle Remoto): são versões individuais dos 3 tipos diferentes de explosivos que Caleb pode utilizar contra seus inimigos.
- Spray Can (Lata de Spray): armazena 48 "tiros" da arma Aerosol Can.
- Tesla Charge (Carga de Tesla): parece uma pequena bateria azul com 2 pequenos eletrodos metálicos na parte superior e um raio branco desenhado na frente. Possui 20 "tiros" para o Tesla Cannon.
- Trapped Soul (Alma Aprisionada): esfera cristalina na cor azul-escuro contendo uma face humana agonizante em seu interior (semelhantemente às esferas cristalinas presentes no jogo Doom). Fornece 25 "disparos" ao Life Leech.
- Chaves (Keys): objetos de máxima importância, pois Caleb precisará delas para destrancar portas e desativar outros obstáculos à sua missão. Elas podem estar escondidas em salas ou guardadas por inimigos. Cada chave servirá somente à porta ou obstáculo cujo símbolo coincida com o símbolo desenhado na chave. Existem 6 variedades de chaves: Dagger (Adaga), Spider (Aranha), Moon (Lua), Eye (Olho), Fire (Fogo) e Skull (Crânio).

### Inventário
- Portable Medkit (Estojo Médico Portátil): Caleb poderá utilizá-lo a qualquer momento para restaurar sua saúde ao máximo, caso precise. Se o material do estojo estiver abaixo de 100%, pode-se pegar outro para "recarregá-lo". Somente pode-se carregar um destes por vez.
- Jump Boots (Botas de Salto): possibilitam Caleb pular a grandes alturas, permitindo acessar lugares intransponíveis por meios normais. Podem ser "ligadas" e "desligadas" conforme a vontade de seu usuário.
- Crystal Ball (Bola de Cristal): este objeto é ativado pela tecla F1 e possui funções distintas dependendo do modo de jogo: em jogo solo (single player) permite rever dicas e mensagens já mostradas; já em multiplayer ela mostrará onde estão cada um dos seus "inimigos" (os demais jogadores participando do confronto), desligando-se após circular por cada um deles.
- Scuba Dive (Traje de Mergulho): roupa de mergulhador com escafandro na cor bege. Ela permite a Caleb descer profundamente na água por algum tempo sem haver o risco de afogamento. É ativado automaticamente ao imergir n'água, mas deverá ser desativado manualmente em terra firme.
- Beast Vision (Visão de Besta): óculos com olhos demoníacos dourados em lugar de lentes. Permite enxergar os inimigos com clareza e precisão em ambientes escuros. Por uma falha na programação do jogo, este item irá esgotar-se gradativamente ao ser ativado, não podendo ser "desligado" e guardado para posterior uso.

## Inimigos
Em certas situações, os inimigos do jogo não se limitarão a apenas atacar Caleb, eles também irão potencialmente perseguir e matar civis inocentes e outros seres vivos que entrem em seus caminhos sombrios.

### Normais
- Zombie (Zumbi): inimigo extremamente abundante no jogo, é um morto-vivo montado com pedaços de cadáveres humanos ao melhor estilo Frankenstein. Costumam murmurar referências a cérebros, tal como na série de filmes Return of the Living Dead. Eles podem aparecer escondidos debaixo da terra, já aparentemente mortos ou de pé, esperando para atacar. Ao contrário das retratações convencionais de mortos-vivos como sendo lentos, estúpidos e fisicamente frágeis, estes são rápidos, possuem certa força física, atacam a golpes de machados e até podem levantar-se para retomar seu ataque caso não sejam destruídos corretamente - ao ser devidamente derrotado, o Zumbi emite um grito gutural profundo. Algumas vezes, ao serem mortos, suas cabeças são arrancadas e podem ser chutadas como bolas de futebol.
- Templar (Templário): soldado humano a serviço de Tchernobog, possui um rosto horrivelmente desfigurado, o qual esconde por sob o capuz de seu robe. Ele matará sem piedade qualquer um que oponha-se ao seu deus demoníaco. Costuma falar no chamado "Idioma Cabal" - um estranho dialeto que mistura expressões formais e coloquiais de latim, sânscrito e francês, a qual eles referem-se pelo nome domus durbentia (Sabedoria Escura) - para induzir o medo em seus inimigos. Assim como o Evil Ninja de Shadow Warrior, este inimigo também é dividido numa hierarquia simbolizada pelas cores de sua roupa, descrita a seguir:
  - Cultist (Templário Cultista): a variante mais comum, fraca e fácil de destruir, ataca com tiros de espingarda sawed-off e ocasionalmente atira bombas de dinamite. Veste um robe religioso na cor marrom ou bege com uma faixa amarela.
  - Fanatic (Templário Fanático): considerado superior ao Templário Cultista, usa como arma uma metralhadora Tommy Gun e, ao contrário do que consta nos manuais oficiais do jogo, não pode atirar bombas de TNT. Veste um robe religioso na cor cinza-grafite com uma faixa azul.
  - Ackolyte (Templário Acólito, expansão Plasma Pak somente): sendo um "Cultista em treinamento", é a variante mais inferior da Cabal. Possui uma forma de ataque limitada a apenas jogar bombas de dinamite, pois que ainda não conquistou o direito de usar armas de fogo. Veste um robe religioso na cor verde com uma faixa de bronze.
  - Zealot (Templário Zélota, expansão Plasma Pak somente): tido como uma variante superior ao Templário Fanático em termos de força, combatividade e devoção fanática a Tchernobog, compõe a elite da Cabal. Sua arma preferencial é o Canhão Tesla, além de vestimentas à prova de eletricidade para tornar-se impermeáveis a um ataque da mesma arma utilizada por eles. Veste um robe religioso na cor azul com uma faixa de prata.
  - Priest (Templário Sacerdote, expansão Plasma Pak somente): a variante superior da hierarquia da Cabal, são templários especialmente treinados para substituir Caleb e seus amigos como os "Escolhidos de Tchernobog". Comporta-se exatamente como o Templário Cultista, mas possui o triplo de sua saúde e não atira explosivos. O maior perigo de um Templário Sacerdote é que ao ser morto ele imediatamente transforma-se na temida Besta (ver mais abaixo). Veste um robe religioso na cor vermelho-sangue com uma faixa de ouro.
- Bloated Butcher (Açougueiro Inchado): carniceiro morto-vivo, lento porém muito resistente, ataca com cutelos e gosmas de ácido. Vulnerável a fogo e tesla.
- Gargoyle (Gárgula): o inimigo aéreo do jogo, é forte, veloz e extremamente perigoso. Pode aparecer dormindo como estátua de pedra ou já ativo em carne e osso. Ele atira ossos afiados e ataca a golpes de suas garras afiadas.
- Spider (Aranha): também muito perigosa, sua picada é tóxica e acumulativa, ou seja, picadas múltiplas num curto espaço de tempo provocam um tempo maior de envenenamento. Existem dois tipos distintos de aranhas:
  - Vermelha: sua picada causa uma temporária distorção visual semelhante a uma embriaguez, comprometendo a capacidade de coordenação de sua vítima.
  - Verde: um pouco maior que a aranha vermelha, sua picada causa cegueira temporária.
- Hell Hound (Cão Infernal): demônio semelhante a um mastim, não possui muita duração física, mas ataca com mordidas e cospe jatos de fogo (este ataque pode matar rapidamente). É vulnerável a tesla.
- Gill Beast (Besta Branquial): monstro aquático que lembra um tipo de tubarão bípde. Enquanto fora da água é lento e descoordenado, em seu elemento natural é um predador veloz e mortal. Ataca com mordidas de suas mandíbulas enormes e em grupos poderá também bloquear o movimento de suas presas e impedí-las de sair de dentro d'água, matando-as por asfixia.
- Bone Eel (Enguia Esquelética): uma enguia morta-viva com somente ossos à mostra, aparenta ser inofensiva, mas atacará o jogador pelos lados e costas. Possui pouca saúde e pode ser derrotada com alguns poucos ataques. Existem somente na água, porém nas primeiras versões do jogo, em decorrência de um bug, estes seres podiam nadar também através do ar, podendo assim perseguir suas vítimas fora da água.
- Rat (Rato): rasteja pelo chão e ataca mordendo seus adversários. Caleb pode matá-lo com suas armas ou simplesmente pisando nele.
- Bat (Morcego): ele não ataca, mas tem o péssimo hábito de grudar no rosto de um oponente enquanto este enfrenta outros inimigos - principalmente no caso de o jogador estar utilizando armas explosivas, o que pode resultar numa explosão potencialmente fatal.
- Choking Hand (Mão Sufocadora): uma mão decepada que costuma agarrar-se ao pescoço de sua vítima para estrangulá-la até a morte. Anda nas pontas de seus dedos, de certa forma semelhante ao Mãozinha da Família Addams. Tem a capacidade de falar, embora não possua boca ou cordas vocais para isto.
- Phantom (Fantasma): assombração que em tudo lembra a clássica retratação do Ceifador Sinistro. Ataca disparando projéteis espirituais em forma de caveira e a golpes de sua foice. Normalmente intangível, torna-se fisicamente vulnerável no exato momento em que ataca.
- Chrysalid Pod (Crisálida, expansão Plasma Pak somente): uma espécie de planta carnívora na cor verde, que cospe bolas de ácido e desfere golpes com seus tentáculos preensíveis.
  - Fire Chrysalid Pod (Crisálida de Fogo, expansão Plasma Pak somente): variante de cor vermelha do inimigo descrito acima, suas raízes descem até as profundezas da Terra, permitindo a ela atirar bolas de fogo em lugar de ácido.
- Mini-Caleb (Miniatura de Caleb, expansão Plasma Pak somente): versão em tamanho minúsculo de Caleb. Costuma aparecer de fragmentos de vidro de espelhos e janelas quebrados. Possui os mesmos atributos de Caleb, mas falam as mesmas frases com uma voz extremamente aguda. Este inimigo é uma referência ao filme Army of Darkness.

### Chefes
- Cheogh/Stone Gragoyle (Gárgula de Pedra): o senhor de todos os gárgulas e chefe do primeiro episódio, possui pele de pedra e muito mais saúde que seus companheiros carnais. Possui garras gigantescas e em lugar de ossos atira bolas de energia maligna de seus olhos.
- Shial/Mother Spider (Aranha-Mãe): a rainha das aranhas, não possui ataques próprios. Ela ataca conjurando infinitamente seus filhotes (aranhas normais). É o chefe do segundo episódio.
- Cerberus: o chefe do terceiro episódio é um imenso cachorro de 2 cabeças que cospe fogo. É vulnerável a rajadas de tesla em modo secundário.
- Tchernobog: o chefe final do jogo, para enfrentá-lo deve-se primeiramente vencer simultaneamente os 3 chefes descritos acima.
- Beast (Besta, expansão Plasma Pak somente): chefe do episódio extra contido na expansão Plasma Pak. Quando um Templário Sacerdote (ver mais acima) é morto em combate, transforma-se instantaneamente na Besta, um monstro de pele cinzenta e olhos vermelhos difícil de destruir. Este ser ágil e forte ataca com golpes de suas garras e com um pisão que causa um terremoto concentrado. Este último ataque transpassa a proteção de qualquer armadura e atinge seu alvo mesmo se este estiver pulando ou voando.

### Outros
Embora listados como inimigos, os personagens descritos a seguir não constituem qualquer ameaça a Caleb, mas poderão servir como distrações favoráveis ao jogador caso sejam perseguidos ou mortos pelos seguidores de Tchernobog.
- Civilians (Civis): pessoas comuns que se vêem pegas no confronto entre Caleb e o culto Cabal. Eles não atacam, somente correm assustados para longe do jogador e dos inimigos. Ao serem mortos, poderão deixar Life Essences para Caleb restaurar sua saúde. Em certas ocasiões poderá ser necessário matar Civis para obter algum objeto vital para Caleb prosseguir em sua jornada.
- Mimes (Mímicos): artistas tradicionais de mímica. Eles nada fazem, a não ser bloquear fisicamente o caminho de quem passar por entre eles. Ao matar mímicos, Caleb muitas vezes expressará seu profundo desprezo por eles.

## Controvérsia
O jogo criou bastante controvérsia por possuir violência bastante exagerada, exibindo grande quantidade de sangue, pessoas penduradas e amarradas (dentre crianças), e muitas outras características, inclusive a possibilidade do jogador poder chutar cabeças de monstros. Assim como em Duke Nukem 3D, é possível reduzir um pouco toda essa violência, entrando nas opções do jogo.